# 村上信五∞情熱の鼓動
『村上信五∞情熱の鼓動』（むらかみしんご じょうねつのこどう）は、フジテレビ系列で2018年から2022年まで不定期で放送されていたスポーツ番組。村上信五（関ジャニ∞）の冠番組である。ナビゲーターは村上信五。
2021年12月11日から2022年3月25日（24日深夜）までは冬季オリンピック『北京2022オリンピック』の開催に伴い、『北京五輪へ! 知られざる"宝"のストーリー 〜村上信五∞情熱の鼓動・冬〜』のタイトルで放送された。

## 概要
この番組は、アスリートたちをひも解くキーワードを「進化」と位置づけ、競技の最先端を走るトップアスリートに密着し、アスリート本人への取材に加え、過去の試合映像や関係者へのインタビューも交えて、1964年の東京オリンピックから現在に至るまでの時空を超えた「進化」の秘密に迫る。
本番組のナビゲーターを務める村上信五（関ジャニ∞）は、本番組を放送するフジテレビ系列での『東京2020オリンピック』及び『北京2022オリンピック』のメインキャスターを担当している。
2020年4月から11月までは、新型コロナウイルス「COVID-19」の影響で、アスリートへの取材が困難な状況になっていた為、番組の放送が1度も無かったが、同年12月に約9か月振りに放送を再開した。
2021年3月31日（水曜日）1:35 - 3:35（JST）に、番組初の2時間スペシャルが放送された。
2021年12月11日（土曜日）14:30 - 15:25（JST）の放送より、冬季オリンピック『北京2022オリンピック』の開催に合わせ、『北京五輪へ! 知られざる"宝"のストーリー 〜村上信五∞情熱の鼓動・冬〜』のタイトルへと変更された。以降、『北京2022オリンピック・パラリンピック』の終了後の、2022年3月25日（金曜日）1:55 - 2:55（JST）の放送まで同タイトルで放送された。また、同日の第27回の放送のみ、『北京五輪 知られざる宝のストーリー 村上信五∞情熱の鼓動2022 完』のタイトルで放送された。

## 出演者
- ナビゲーター：村上信五関ジャニ∞
- 進行：宮司愛海（フジテレビアナウンサー）
  - 第21回・第22回および『北京五輪へ! 知られざる"宝"のストーリー 〜村上信五∞情熱の鼓動・冬〜』での出演は無し。

## 放送リスト

### 2018年
| 回 | 放送日       | 放送時間      | ゲスト   | 種目         | 備考 |
| -- | ------------ | ------------- | -------- | ------------ | ---- |
| 1  | 10月29日(月) | 1:55 - 2:50   | 瀬戸大也 | 競泳         |      |
| 1  | 10月29日(月) | 1:55 - 2:50   | 桃田賢斗 | バドミントン |      |
| 2  | 12月30日(日) | 12:55 - 13:55 | 内村航平 | 体操         |      |

### 2019年
| 回 | 放送日       | 放送時間      | ゲスト                             | 種目                 | 備考 |
| -- | ------------ | ------------- | ---------------------------------- | -------------------- | ---- |
| 3  | 2月4日(月)   | 1:55 - 2:55   | 古賀紗理那                         | バレーボール         |      |
| 3  | 2月4日(月)   | 1:55 - 2:55   | 張本智和                           | 卓球                 |      |
| 4  | 3月10日(日)  | 2:05 - 3:05   | 西村碧莉                           | スケートボード       |      |
| 4  | 3月10日(日)  | 2:05 - 3:05   | 野中生萌                           | スポーツクライミング |      |
| 5  | 3月22日(金)  | 2:10 - 3:10   | 中村克                             | 競泳                 |      |
| 5  | 3月22日(金)  | 2:10 - 3:10   | 吉田愛、吉岡美帆                   | セーリング 470級     |      |
| 6  | 3月29日(金)  | 1:55 - 2:55   | （総集編の放送） 第1 - 5回のゲスト | －                   |      |
| 7  | 7月6日(土)   | 1:25 - 2:25   | 山縣亮太                           | 陸上                 |      |
| 8  | 8月19日(月)  | 1:55 - 2:55   | 大野将平                           | 柔道 男子73kg級      |      |
| 8  | 8月19日(月)  | 1:55 - 2:55   | 奥原希望                           | バドミントン         |      |
| 9  | 8月24日(土)  | 16:25 - 17:20 | 阿部一二三                         | 柔道 男子66kg級      |      |
| 9  | 8月24日(土)  | 16:25 - 17:20 | 阿部詩                             | 柔道 女子52kg級      |      |
| 10 | 9月14日(土)  | 16:30 - 17:30 | 石井優希、古賀紗理那、黒後愛       | バレーボール         |      |
| 11 | 9月30日(月)  | 15:50 - 16:50 | 石川祐希                           | バレーボール         |      |
| 12 | 11月18日(月) | 1:55 - 2:55   | 清水希容                           | 空手 形              |      |
| 12 | 11月18日(月) | 1:55 - 2:55   | 寺内健、玉井陸斗                   | 飛込                 |      |
| 13 | 12月16日(月) | 1:55 - 2:55   | 植草歩                             | 空手 組手            |      |
| 13 | 12月16日(月) | 1:55 - 2:55   | 羽根田卓也                         | カヌースラローム     |      |
| 14 | 12月30日(月) | 7:00 - 8:00   | 上野由岐子                         | ソフトボール         |      |
| 14 | 12月30日(月) | 7:00 - 8:00   | 桐生祥秀                           | 陸上                 |      |

### 2020年
| 回 | 放送日       | 放送時間    | ゲスト             | 種目                      | 備考 |
| -- | ------------ | ----------- | ------------------ | ------------------------- | ---- |
| 15 | 1月27日(月)  | 1:55 - 2:55 | フェアリージャパン | 新体操                    |      |
| 16 | 3月23日(月)  | 1:55 - 2:55 | 戸邉直人           | 走高跳                    |      |
| 16 | 3月23日(月)  | 1:55 - 2:55 | 森ひかる           | トランポリン              |      |
| 17 | 3月30日(月)  | 1:25 - 2:25 | 大本里佳           | 競泳                      |      |
| 17 | 3月30日(月)  | 1:25 - 2:25 | 中村輪夢           | BMXフリースタイル・パーク |      |
| 18 | 12月30日(水) | 5:55 - 7:00 | 石川佳純           | 卓球                      |      |

### 2021年
| 回 | 放送日       | 放送時間    | ゲスト                                      | 種目                       | 備考     |
| -- | ------------ | ----------- | ------------------------------------------- | -------------------------- | -------- |
| 19 | 2月1日(月)   | 1:55 - 2:55 | 原沢久喜                                    | 柔道                       |          |
| 20 | 3月31日(水)  | 1:35 - 3:35 | 阿部一二三、丸山城志郎                      | 柔道                       | [ 注 3 ] |
| 20 | 3月31日(水)  | 1:35 - 3:35 | 髙木美帆                                    | スピードスケート           | [ 注 3 ] |
| 20 | 3月31日(水)  | 1:35 - 3:35 | 鍵山優真                                    | フィギュアスケート         | [ 注 3 ] |
| 21 | 10月1日(金)  | 1:05 - 2:05 | 水谷隼、伊藤美誠                            | 卓球                       | [ 注 4 ] |
| 21 | 10月1日(金)  | 1:05 - 2:05 | 石川佳純                                    | 卓球                       | [ 注 4 ] |
| 21 | 10月1日(金)  | 1:05 - 2:05 | 阿部一二三、阿部詩                          | 柔道                       | [ 注 4 ] |
| 21 | 10月1日(金)  | 1:05 - 2:05 | 橋本大輝                                    | 体操                       | [ 注 4 ] |
| 22 | 11月24日(水) | 1:55 - 2:55 | 日置貴之 平原慎太郎 田中知之 が〜まるちょば | 東京2020オリンピック開会式 | [ 注 5 ] |

| 回 | 放送日       | 放送時間      | ゲスト                       | 種目               | 備考     |
| -- | ------------ | ------------- | ---------------------------- | ------------------ | -------- |
| 23 | 12月11日(土) | 14:30 - 15:25 | 小林陵侑                     | スキージャンプ     | [ 注 6 ] |
| 23 | 12月11日(土) | 14:30 - 15:25 | 小平奈緒、髙木菜那           | スピードスケート   | [ 注 6 ] |
| 24 | 12月30日(木) | 5:55 - 7:00   | 羽生結弦、宇野昌磨、鍵山優真 | フィギュアスケート |          |

### 2022年
| 回 | 放送日      | 放送時間      | ゲスト                                 | 種目                 | 備考     |
| -- | ----------- | ------------- | -------------------------------------- | -------------------- | -------- |
| 25 | 1月26日(水) | 1:55 - 2:55   | 葛西紀明                               | スキージャンプ       |          |
| 25 | 1月26日(水) | 1:55 - 2:55   | 渡部暁斗                               | ノルディックスキー   |          |
| 26 | 1月29日(土) | 15:30 - 16:30 | 羽生結弦、坂本花織、樋口新葉、河辺愛菜 | フィギュアスケート   |          |
| 26 | 1月29日(土) | 15:30 - 16:30 | 長島圭一郎                             | ショートトラックHC   |          |
| 26 | 1月29日(土) | 15:30 - 16:30 | 清塚信也                               | －                   |          |
| 27 | 3月25日(金) | 1:55 - 2:55   | 葛西紀明、小林陵侑、他                 | 北京2020オリンピック | [ 注 7 ] |

## テーマソング
- 関ジャニ∞「歓喜の舞台」（INFINITY RECORDS）[2]
  - 第1回（2018年10月29日放送分） - 第20回（2021年3月31日放送分）
- 関ジャニ∞「凛」（INFINITY RECORDS）[11]
  - 第21回（2021年10月1日放送分） - 第27回（2022年3月25日放送分）

## スタッフ
第18回（2020年12月30日放送分）
- ナレーション：Owen真樹[注 8]
- 構成：塩沢航
- 撮影：中村公俊、金子圭太郎
- VE：石井徹
- 編集：松月志高
- EED：木村信彦（共テレ、第1・18回）、若宮亜里沙（共テレ、第18回）
- MA：泉英理奈（共テレ）
- 音響効果：山口晃司
- スタイリスト：九（Yolken）
- メイク：山﨑陽子
- 衣装協力：STUTOSTAIN
- 演出補：稲津元気、久保田彩加、栗島龍生
- TK：佐藤桃子
- AP：吉野京
- ディレクター：渡邊美香、中野久美子
- 制作：吉田豪（フジテレビ）
- プロデューサー：田中大樹（フジテレビ）、風間直美（共テレ）、吉田岳人（共テレ）
- チーフプロデューサー：太田光史 [1]（フジテレビ）
- 協力：ジャニーズ事務所（※表記無し）
- 制作協力：共同テレビ
- 制作：フジテレビ ニュース総局 スポーツ局 スポーツ制作センター
- 制作著作：フジテレビ

### 過去のスタッフ
- 取材協力：NTT東日本（第1回）、日本水泳連盟（第1・5・12・17回）、日本バドミントン協会（第1・8回）、公益財団法人日本体操協会（第2・15・16回）、スポーツコンサルティングジャパン（第2回）
- 撮影：白石利彦（バンエイト、第1回）、猪井泉彦（第1回）、生谷吉亜（第2回）、水谷元保（セッターズ、第2回）
- VE：大森秀紀（第1回）、神田直明（第2回）
- タイトル：佐藤利樹、シュガーレスファクトリー
- 編集：杉山陽一（第1回）、中津川達也（第2回）、落合英之（第2回）
- EED：立畑舞（共テレ、第1回）、新福史織（共テレ、第2回）
- MA：上松紗弓（スタジオヴェルト、第1回）、塩釜亮平（共テレ、第2回）
- 音響効果：黒田正信（第1回）
- 衣装協力：ABAHOUSE
- AD：中條凛央（第1回）
- ディレクター：藤原圭（第1回）、並木亮介（第1回）、山崎清太（第1回）
- 演出：市島晃生（パブリックドメイン、第1回）
- プロデューサー：成田一樹（フジテレビ、第2回）